# Haitham Al-Shboul
Haitham Ahmed Dhyab Al-Shboul (Amman, 13 novembre 1974) è un ex calciatore giordano, di ruolo centrocampista.

## Caratteristiche tecniche
Era un trequartista.

## Carriera

### Nazionale
Ha debuttato in Nazionale il 26 settembre 1998, in Qatar-Giordania (2-0). Ha messo a segno la sua prima rete con la maglia della Nazionale il 27 agosto 1999, in Giordania-Oman (2-0), siglando la rete del definitivo 2-0 al minuto 78. Ha partecipato, con la Nazionale, alla Coppa d'Asia 2004. Ha collezionato in totale, con la maglia della Nazionale, 56 presenze e 6 reti.

## Palmarès

### Club

#### Competizioni nazionali
- Campionato giordano di calcio: 7

Al-Faisaly: 1992-1993, 1993-1994, 1999, 2000, 2001, 2002-2003, 2003-2004
- Coppa della Giordania: 10

Al-Faisaly: 1992-1993, 1993-1994, 1994-1995, 1998, 1999, 2001, 2002-2003, 2003-2004, 2004-2005, 2007-2008
- Supercoppa della Giordania: 7

Al-Faisaly: 1992-1993, 1993-1994, 1994-1995, 1995-1996, 2001-2002, 2003-2004, 2005-2006
- Jordan FA Shield: 4

Al-Faisaly: 1992-1993, 1997-1998, 2000-2001, 2007-2008

#### Competizioni internazionali
- Coppa dell'AFC: 2

Al-Faisaly: 2004-2005, 2005-2006